# Sip of wine
Sip of wine is een lied geschreven door Les Holroyd voor het album XII van Barclay James Harvest (BJH).
Sip of wine (nipje wijn) handelt over de verleidingen die Holroyd (of BJH) ondervond tijdens de lange concertreeksen. Na een nipje wijn smaakt het naar meer. In het lied staat de verleiding van wijn voor de verleidingen van groupies. De heren waren echter al lang en breed getrouwd.
De albumtrack werd de tweede single van het album, het alternatief (in plaats van Sip of als derde) Berlin bleef op de plank liggen 
Op de b-kant stond een Hymn, dat al eerder een A-kant was. Het werd geen hit, maar wel een lied dat het lang volhield tijdens liveconcerten.